# プログレスM-60
プログレスM-60（Progress M-60）は2007年5月12日に打ち上げられたプログレス補給船。国際宇宙ステーションへの補給活動に使用され、バージョンはProgress-M 11F615A55、シリアル番号は360。NASAによる名称はプログレス25（Progress 25 略称: 25P）。

## 飛行記録
2007年5月12日3時25分36秒（GMT、以下同）、バイコヌール宇宙基地のSite 1/5からソユーズ-Uロケットによって打ち上げられた。
5月15日5時10分にズヴェズダモジュールにドッキングし、推進薬、食料や水、酸素、科学実験用機材など計2,324kgをISSに補給した。
約4か月後の2007年9月19日0時36分にドッキングを解除した。その後の一週間はプラズマ・プログレス計画の一環として技術実験研究を行い、9月25日9時1分に軌道を離脱。太平洋上空で大気圏再突入を果たし、およそ19時47分に燃え尽きなかった機体の一部は海上に落下した。